# سندی اینگراهام
سندی اینگراهام (انگلیسی: Sandy Ingraham) نویسنده، وکیل و مددکار اجتماعی آمریکایی است.